# City Mountainbike
City Mountainbike is een organisator van Internationale Mountainbike Eliminator wedstrijden. Alle wedstrijden maken deel uit van de internationale UCI (Union Cyclist International) kalender en vinden over de gehele wereld plaats.
City Mountainbike organiseert onder meer de UCI MTB Eliminator World Cups (sinds 2017), de  UCI MTB Eliminator Wereldkampioenschappen (sinds 2019) en de UEC MTB Eliminator Europese kampioenschappen (sinds 2023). Alle wedstrijden worden in centra van grote steden georganiseerd, waar een dynamisch parcours wordt gebouwd. Iedereen die ouder is dan 17 jaar en in het bezit van een geldige wedstrijdlicentie afgeleverd door een officiële nationale wielerfederatie, kan aan deze wedstrijden deelnemen. De meeste wedstrijden zijn live op TV te volgen.

## Opzet wedstrijden
De Mountainbike Eliminator wedstrijden worden beslecht in een race van ongeveer 1 km. Alle atleten rijden eerst een tijdrit om zich te plaatsen voor de finales van de wedstrijd. De tijdrit wordt gereden op het zelfde parcours als de finales en bepaalt de startpositie van de atleten. Na de tijdrit volgen de eliminatierondes. Er kwalificeren zich 32 atleten voor de finales, waarbij telkens in reeksen van vier gereden wordt. De beste twee plaatsen zich voor de volgende ronde en de 2 zwakste moeten de wedstrijd verlaten. MTB Eliminator draait om snelheid, durf, beslissingsvermogen en techniek.
Aan de tijdrit doen maximum 48 deelnemers mee.
De wedstrijd verloopt als volgt:
|               | Finales                                            |
| ------------- | -------------------------------------------------- |
| 1/8 finales   | 8 reeksen met 4 renners                            |
| 1/4 finales   | 4 reeksen met 4 renners                            |
| 1/2 finales   | 2 reeksen met 4 renners                            |
| Kleine finale | 1 reeks met 4 renners die plaatsen 5 tot 8 bepalen |
| Grote finale  | 1 reeks met 4 renners die plaatsen 1 tot 4 bepalen |

## Parcours

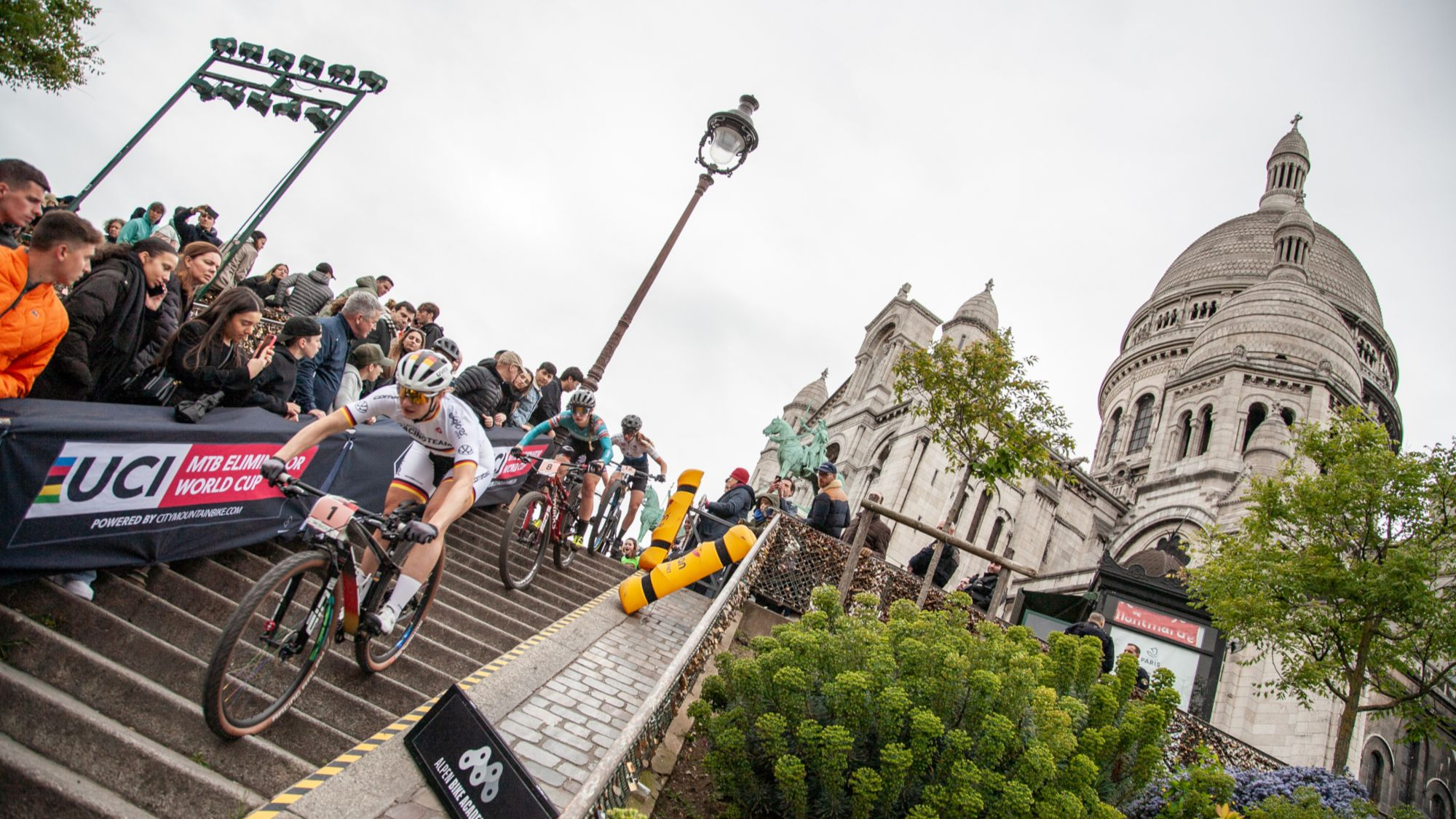
UCI MTB Eliminator Wereldbeker Parijs 2024

De Mountainbike Eliminator wedstrijden worden georganiseerd in grote stadscentra waar een parcours wordt aangelegd van 450 meter tot 520 meter lang dat bezaaid is met natuurlijke of artificiële hindernissen. Deze hindernissen zijn niet gevaarlijk maar hun moeilijkheidsgraad wordt bepaald door de snelheid van de renners. Dankzij de stedelijke setting worden veel mensen bereikt. Er werden reeds wedstrijden gereden in de centra van grote steden als Parijs, Barcelona, Sao Paulo, Abu Dhabi en Dubai.

## Type Wedstrijden
City Mountainbike organiseert verschillende typen wedstrijden, op wereldniveau en Europees niveau.  
Het UCI Mountainbike Eliminator Wereldkampioenschap is een eendaagse wedstrijd om de wereldtitel waarbij de bijhorende regenboogtrui door de winnaar een jaar mag worden gedragen. De winnaar van het eveneens op een dag  gehouden UEC Mountainbike Eliminator Europees Kampioenschap mag een jaar de Europese trui dragen. 
De UCI Mountainbike Eliminator World Cup is een regelmatigheidscriterium van 8 wedstrijden per jaar, waarbij de leider in de stand de leiderstrui mag dragen. De eindwinnaar, bij zowel de mannen als de vrouwen, is de renner die na de laatste wedstrijd van de reeks de meeste punten heeft verzameld. Deze winnaar krijgt de prestigieuze UCI-trofee. De City Mountainbike Eliminator Pro League is een identiek regelmatigheidscriterium van 8 wedstrijden per jaar.  

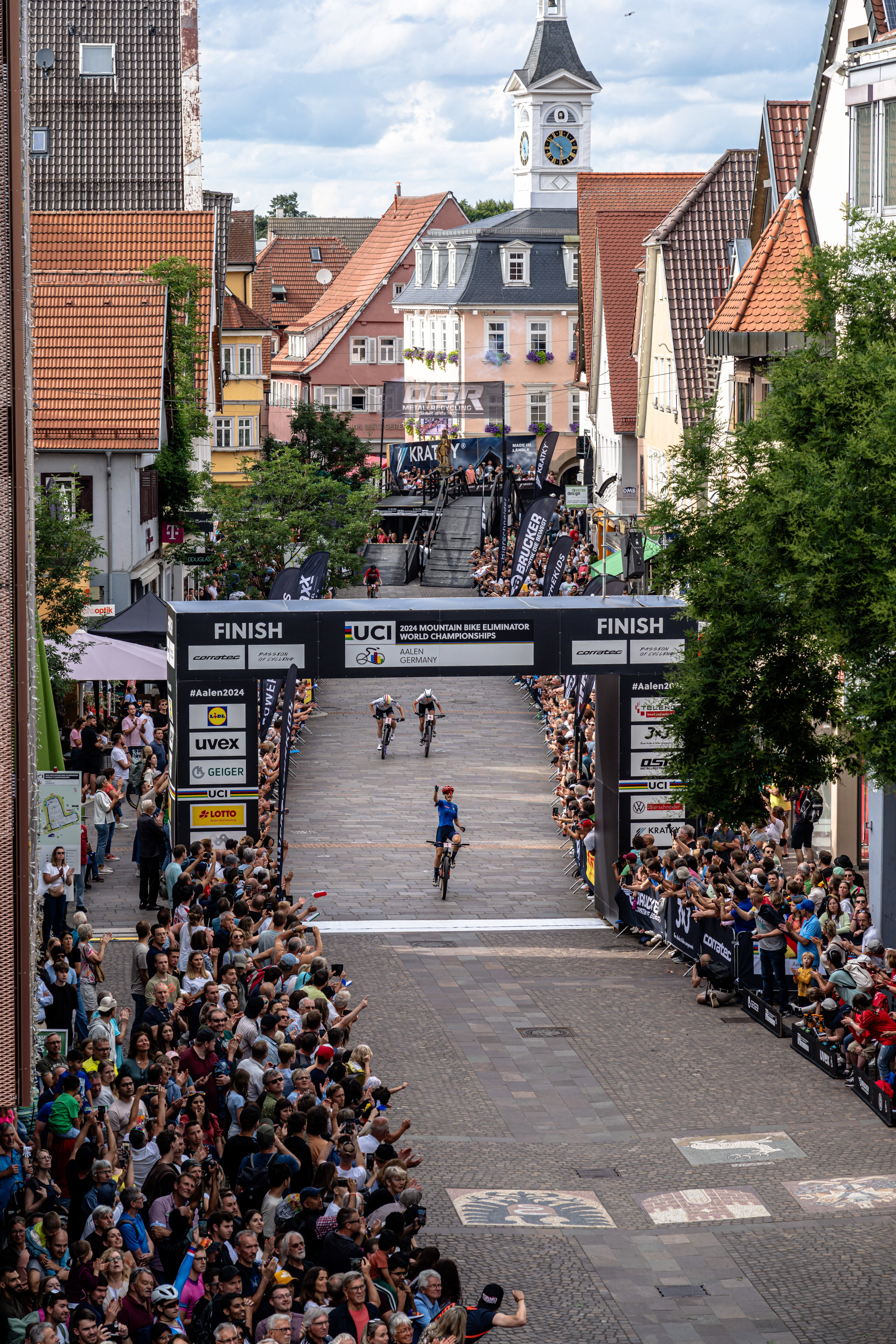
UCI MTB Eliminator World Championships Aalen 2024

De City Mountainbike Eliminator Series zijn opstapwedstrijden gericht op lokaal talent; deze wedstrijden hebben ook een algemeen klassement maar het aantal wedstrijden is hierin niet gelimiteerd.

## Uitslagen belangrijkste wedstrijden

### 2024
2024 UCI MTB Eliminator Wereldbeker - heren - Algemeen klassement
- Edvin Lindh
- Lorenzo Serres
- Theo Hauser

Wedstrijden: UCI MTB Eliminator Wereldbeker heren
- 20 april   Parijs  Ede Molar
- 26 april  Barcelona  Lorenzo Serres
- 19 mei   Palangkaraya  Lochlan Brown
- 26 mei  Sakarya  Edvin Lindh
- 02 juni   Leuven  Theo Hauser
- 18 augustus  Sao Paulo  Edvin Lindh

UCI MTB Eliminator Wereldbeker - dames - Algemeen klassement
- Gaia Tormena
- Didi de Vries
- Madison Boissiere

Wedstrijden: UCI MTB Eliminator Wereldbeker dames
- 20 april  Parijs  Marion Fromberger
- 26 april  Barcelona  Gaia Tormena
- 19 mei  Palangkaraya  Didi de Vries
- 26 mei  Sakarya  Gaia Tormena
- 02 juni   Leuven  Gaia Tormena
- 18 augustus  Sao Paulo  Gaia Tormena

 UCI MTB Eliminator Wereldkampioenschap 2024
- 13 juli   Aalen

 Heren  Jeroen van Eyck
 Dames  Gaia Tormena
 UEC MTB Eliminator Europeeskampioenschap 2024
- 6 oktober  Gibraltar

 Heren  Theo Hauser
 Dames  Gaia Tormena

### 2023
2023 UCI MTB Eliminator Wereldbeker - heren - Algemeen klassement
- Titouan Perrin-Ganier
- Simon Gegenheimer
- Quentin Schrotzenberger

Wedstrijden: UCI MTB Eliminator Wereldbeker heren
- 21 mei  Sakarya  Titouan Perrin-Ganier
- 04 juni   Leuven  Titouan Perrin-Ganier
- 15 juli  Aalen  Felix Klausmann
- 13 augustus  Oudenaarde   Sondre Rokke
- 29 september  Barcelona  Simon Gegenheimer

2023 UCI MTB Eliminator Wereldbeker - dames - Algemeen klassement
- Gaia Tormena
- Marion Fromberger
- Annemoon van Dienst

Wedstrijden: UCI MTB Eliminator Wereldbeker dames
- 21 mei  Sakarya  Marion Fromberger
- 04 juni  Leuven  Gaia Tormena
- 15 juli  Aalen  Lia Schrievers
- 13 augustus  Oudenaarde  Gaia Tormena
- 29 september  Barcelona  Gaia Tormena

 UCI MTB Eliminator Wereldkampioenschap 2023
- 12 november  Palangkaraya

 Heren  Titouan Perrin-Ganier
 Dames  Gaia Tormena
 UEC MTB Eliminator Europeeskampioenschap 2023
- 29 oktober  Sakarya

 Heren  Ede Molar  
 Dames  Gaia Tormena

### 2022
2022 UCI MTB Eliminator Wereldbeker - heren - Algemeen klassement
- Simon Gegenheimer
- Titouan Perrin-Ganier
- Quentin Schrotzenberger

Wedstrijden: UCI MTB Eliminator Wereldbeker heren
- 23 april  UAE Abu Dhabi    Titouan Perrin-Ganier
- 05 juni    Leuven  Simon Gegenheimer
- 17 juni   Falun  Simon Gegenheimer
- 23 juli   Aalen  Simon Gegenheimer
- 14 augustus    Oudenaarde   Simon Gegenheimer
- 21 augustus  Sakarya   Titouan Perrin-Ganier
- 28 augustus  Palangkaraya   Schrotzenberger
- 04 september  Leh   Felix Klausmann
- 10 september   Parijs  Felix Klausmann
- 17 september   Winterberg  Simon Gegenheimer

2022 UCI MTB Eliminator Wereldbeker - dames - Algemeen klassement
- Gaia Tormena
- Marion Fromberger
- Marcela Lima Matos

Wedstrijden: UCI MTB Eliminator Wereldbeker dames
- 23 april  UAE Abu Dhabi   Marcela Lima Matos
- 05 juni    Leuven  Gaia Tormena
- 17 juni   Falun  Gaia Tormena
- 23 juli   Aalen  Gaia Tormena
- 14 augustus    Oudenaarde  Gaia Tormena
- 21 augustus  Sakarya  Gaia Tormena
- 28 augustus  Palangkaraya   Marion Fromberger
- 04 september  Leh  Marion Fromberger
- 10 september   Parijs  Gaia Tormena
- 17 september   Winterberg  Coline Clauzure

 UCI MTB Eliminator Wereldkampioenschap 2022
- 05 september Barcelona

 Heren  Titouan Perrin-Ganier
 Dames  Gaia Tormena

### 2021
2021 UCI MTB Eliminator Wereldbeker - heren - Algemeen klassement
- Jeroen van Eck
- Simon Gegenheimer
- Titouan Perrin-Ganier

Wedstrijden: UCI MTB Eliminator Wereldbeker heren
- 08 augustus   Leuven   Simon Gegenheimer
- 05 augustus    Oudenaarde  Lorenzo Serres
- 22 augustus   Valkenswaard  Jeroen van Eck
- 12 september   Winterberg  Titouan Perrin-Ganier
- 17 september   Seine et Marne  Titouan Perrin-Ganier
- 02 oktober     Barcelona   Jeroen van Eck

2021 UCI MTB Eliminator Wereldbeker - heren - Algemeen klassement
- Gaia Tormena
- Marion Fromberger
- Lia Schrievers

Wedstrijden: UCI MTB Eliminator Wereldbeker dames
- 08 augustus   Leuven  Gaia Tormena
- 05 augustus   Oudenaarde  Gaia Tormena
- 22 augustus   Valkenswaard  Gaia Tormena
- 12 september  Winterberg  Gaia Tormena
- 17 september  Seine et Marne  Noémie Garnier
- 02 oktober    Barcelona   Gaia Tormena

 UCI MTB Eliminator Wereldkampioenschap 2022
- 05 september Graz

 Heren  Simon Gegenheimer
 Dames  Gaia Tormena

### 2020
In 2020 was er geen algemeen klassement door de coronapandemie (voor een Algemeen klassement moeten er minimum 3 manches worden gereden)
Wedstrijden: UCI MTB Eliminator Wereldbeker heren
- 20 september  Waregem  Jeroen van Eck

- 14 november  Barcelona  Jeroen van Eck

Wedstrijden: UCI MTB Eliminator Wereldbeker dames
- 20 september  Waregem  Gaia Tormena

- 14 november  Barcelona  Gaia Tormena

 UCI MTB Eliminator Wereldkampioenschap 2020
- 08 oktober  Leuven

 Heren  Titouan Perrin-Ganier
 Dames  Isaure Medde

### 2019
2019 UCI MTB Eliminator Wereldbeker - heren - Algemeen klassement
- Hugo Briatta
- Titouan Perrin-Ganier
- Jeroen van Eck

Wedstrijden: UCI MTB Eliminator Wereldbeker heren
- 23 maart  Barcelona Jeroen van eck
- 31 mei    Villard de Lans  Hugo Briatta
- 15 juni   Volterra Hugo Briatta
- 18 augustus  Valkenswaard  Simon Gegenheimer
- 15 september  Winterberg  Fabrice Mels
- 20 september  Graz  Hugo Briatta

2019 UCI MTB Eliminator Wereldbeker - dames - Algemeen klassement
- Gaia Tormena
- Ella Holmegard
- Marion Fromberger

Wedstrijden: UCI MTB Eliminator Wereldbeker dames
- 23 maart  Barcelona  Marion Fromberger
- 31 mei Villard de Lans  Gaia Tormena
- 15 juni  Volterra  Gaia Tormena
- 18 augustus Valkenswaard  Ella Holmegard
- 15 september  Winterberg  Gaia Tormena
- 20 september Graz  Ella Holmegard

 UCI MTB Eliminator Wereldkampioenschap 2019
- 15 augustus Waregem

 Heren  Titouan Perrin-Ganier
 Dames  Gaia Tormena

### 2018
2018 UCI MTB Eliminator Wereldbeker - heren - Algemeen klassement
- Jeroen van Eck
- Simon Gegenheimer
- Lorenzo Serres Lorenzo Serres

Wedstrijden: UCI MTB Eliminator Wereldbeker heren
- 02 juni  ColumbusJeroen van Eck
- 16 juni  VolterraLorenzo Serres
- 28 juli  Graz Daniel Fiederspiel
- 2 september  Apeldoorn  Gegenheimer
- 16 september  WinterbergFabrice Mels
- 23 september  Antwerpen  Lehvi Braam
- 24 november  Conghonias  Jeroen van Eck

2018 UCI MTB Eliminator Wereldbeker - dames - Algemeen klassement
- Ingrid Boa Jacobsen
- Ella Holmegard
- Iryna Popova

Wedstrijden: UCI MTB Eliminator Wereldbeker dames
- 02 juni  Columbus Ingrid Boa Jacobsen
- 16 juni  Volterra  Ingrid Boa Jacobsen
- 28 juli  GrazAnne Trepstra
- 2 september  Apeldoorn  Lizzy Witlox
- 16 september  Winterberg Iryna Popova
- 23 september  Antwerpen Ingrid Boa Jacobsen
- 24 november  Conghonias Marcella Lima

### 2017
2017 UCI MTB Eliminator Wereldbeker - dames - Algemeen klassement
- Simon Gegenheimer
- Lorenzo Serres
- Alberto Mingorance

Wedstrijden: UCI MTB Eliminator Wereldbeker heren
- 6 mei  Volterra:  Lorenzo Serres
- 4 juni  Columbus, GA:  Simon Rogier
- 25 juni  Waregem:  Simon Gegenheimer
- 27 augustus  Winterberg:  Torjus Bern Hansen
- 3 september  Apeldoorn:  Simon Gegenheimer
- 24 september  Antwerpen:  Hugo Briatta

2017 UCI MTB Eliminator Wereldbeker - dames - Algemeen klassement
- Lizzy Witlox
- Ingrid Boe Jacobsen
- Coline Clauzure

Wedstrijden: UCI MTB Eliminator Wereldbeker dames
- 25 juni  Waregem:  Lizzy Witlox
- 27 augustus  Winterberg:  Ingrid Boe Jacobsen
- 3 september  Apeldoorn:  Coline Clauzure
- 24 september  Antwerpen:  Lizzy Witlox

### 2016
Algemeen klassement CMB Nederland - heren
- Marco Schätzing
- Alexander Bunn
- Fabrice Mels

Manchewinnaars - heren
- 3 april  Apeldoorn:  Marco Schätzing

Algemeen klassement CMB Nederland - dames
- Laura Van Regenmortel
- Lizzy Witlox
- Majlen Müller

Manchewinnaars - dames
- 3 april  Apeldoorn:  Laura Van Regenmortel

Manchewinnaars
- 24 september  Antwerpen:  Fabrice Mels
- 25 september  Waregem:  Jeroen van Eck

### 2015
Algemeen klassement CMB Nederland
- Fabrice Mels
- Jeroen Van Eck
- Kevin Miquel

Manchewinnaars
- 19 september  Rotterdam:  Fabrice Mels
- 20 September  Roosendaal:  Fabrice Mels

Algemeen klassement CMB België
- Fabrice Mels
- Jeroen Van Eck
- Lehvi Braam

Manchewinnaars
- 14 augustus  Gent:  Fabrice Mels
- 15 augustus  Waregem:  Fabrice Mels
- 16 augustus  Antwerpen:  Jeroen Van Eck

### 2014
Algemeen klassement over de 6 wedstrijden
- Andy Eyring
- Lehvi Braam
- Jeroen van Eck

Manchewinnaars
- 18 mei  Rotterdam:  Jeroen van Eck
- 15 juni  Antwerpen:  Andy Eyring
- 3 augustus  Roosendaal:  Lehvi Braam
- 15 augustus  Waregem:  Andy Eyring
- 14 september  Gent:  Fabrice Mels
- 12 oktober  Utrecht:  Fabrice Mels

### 2013
Algemeen klassement over de 6 wedstrijden
- Fabrice Mels
- Andy Eyring
- Jeroen Van Eck

Manchewinnaars
- 2 juni  Antwerpen:  Fabrice Mels
- 9 juni  Rotterdam:  Fabrice Mels
- 28 juli  Roosendaal:  Fabrice Mels
- 3 augustus  Kortrijk:  Fabrice Mels
- 15 augustus  Waregem:  Andy Eyring
- 8 september  Gent:  Fabrice Mels

### 2012
Algemeen klassement over 6 wedstrijden
- Chris Jongewaard
- Sepp Freiburghaus
- Dennis Ebert

Manchewinnaars
- 27 mei   Antwerpen  Chris Jongewaard
- 29 juli  Roosendaal  Lubomir Vojta
- 5 augustus  Rotterdam  Sepp Freiburghaus
- 19 augustus  Waregem  Chris Jongewaard
- 2 september  Gent  Sepp Freiburghaus
- 15 september  Kortrijk  Chris Jongewaard

### 2011
Algemeen klassement over 4 wedstrijden
- Klaas Vantornout
- Sven Beelen
- Vinnie Braet

Manchewinnaars
- 29 mei Antwerpen:  Gerben de Knegt
- 03 juli Hasselt:  Kevin Van Hoovels
- 14 augustus Waregem:  Klaas Vantornout
- 11 september Gent:  Klaas Vantornout

### 2010
Uitslag:
- Kevin Van Hoovels
- Julien De Braekeleer
- Nicolas Vermeulen

Manchewinnaars
- 15 augustus Waregem:  Bart Aernouts
- 12 september Gent:  Robby Debock

### 2009
Uitslag:
- Kris Janssens
- Mathieu Laroy
- Wauter Dewulf

Manchewinnaars
- 16 augustus  Waregem:  Erwin Vervecken
- 20 september Gent:  Robby Debock